# ديدبول وولفيرين
ديدبول وولفرين (بالإنجليزية: Deadpool & Wolverine) هو فيلم بطل خارق أمريكي مبني على شخصيتي مارفل كومكس ديدبول ووولفرين، من إنتاج استوديوهات مارفل وماكسيموم افورت وتوزيع والت ديزني ستوديوز موشن بيكشرز. الفيلم هو الرابع والثلاثين في عالم مارفل السينمائي وتكملة لفيلم ديدبول (2016) وديدبول 2 (2018). الفيلم من إخراج شون ليفي، من سيناريو كتبه بالاشتراك مع رايان رينولدز وريت ريس وبول ويرنيك وزيب ويلر. راين رينولدز وهيو جاكمان يجسدان دوري ديدبول وولفرين، ويشاركهما التمثيل إيما كورين ومورينا باكارين وروب ديلاني وليزلي أوجامز وآرون ستانفورد وماثيو ماكفادين. في الفيلم، يعلم ديدبول أن سلطة تباين الوقت (TVA) على وشك تدمير عالمه ويتعاون مع نسخة محطمة نفسياً من وولفيرين من عالم آخر لوقف هذا.
بدأ تطوير فيلم ثالث من سلسلة ديدبول في استوديوهات توينتيث سينشوري فوكس بحلول نوفمبر 2016، ولكن تم تعليقه بعد استحواذ ديزني على الاستوديو في مارس 2019. تم نقل السيطرة على الشخصية وسلسلة أفلام إكس مان من فوكس إلى استوديوهات مارفل، والتي بدأت في تطوير فيلم جديد مع رينولدز. يدمج الفيلم شخصية ديدبول مع عالم مارفل السينمائي ويحتفظ بتصنيف R لأفلام ديدبول السابقة، مما يمثل أول فيلم من نوعه في عالم مارفل السينمائي. انضمت الأختان مولينوكس ويندي مولينوكس وليزي مولينوكس-لوجلين في نوفمبر 2020 ككاتبتين. عاد ريس وويرنيك من الأفلام السابقة لإعادة الكتابة بحلول مارس 2022، عندما تم تعيين ليفي كمخرج. واجهوا، إلى جانب رينولدز وويلز، صعوبة في فهم قصة الفيلم حتى قرر جاكمان إعادة تمثيل دوره كـ وولفرين من أفلام "إكس مين" في أغسطس 2022. كما عاد العديد من الممثلين الآخرين من أفلام "إكس مين" وإنتاجات مارفل السابقة كجزء من قصة الكون المتعدد للفيلم، والتي تعد بمثابة وداع لأفلام مارفل التي انتجتها فوكس سابقاً. بدأ التصوير في مايو 2023 في استوديوهات باينوود في إنجلترا، مع تصوير إضافي في نورفك وفي استوديوهات بوفينجدون للأفلام. تم تعليق الإنتاج في يوليو بسبب إضراب نقابة ممثلي الشاشة ورابطة ممثلي الشاشة لعام 2023، لكنه استؤنف في نوفمبر وانتهى في يناير 2024. تم الكشف عن عنوان الفيلم بعد شهر.
تم عرض فيلم "ديدبول وولفيرين" لأول مرة في 22 يوليو 2024، في مسرح ديفيد إتش كوتش في نيويورك، وتم إصداره في الولايات المتحدة في 26 يوليو كجزء من المرحلة الخامسة من عالم مارفل السينمائي. تلقى الفيلم مراجعات إيجابية من اغلب النقاد والمشاهدين وحقق أرقام قياسية في شباك التذاكر، حيث أصبح أعلى الافلام بتصنيف R تحقيقياً للإيرادات.

## ملخص
في عام 2018، بعد أن استخدم ويد ويلسون جهاز السفر عبر الزمن الخاص بكابل لمنع وفاة صديقته فانيسا كارلايل، سافر من عالمه، الأرض-10005، إلى الأرض-616 على "الخط الزمني المقدس"، على أمل الانضمام إلى المنتقمين في ذلك الواقع. ومع ذلك، رفضه هابي هوجان وعاد إلى عالمه. بعد ست سنوات، انفصل ويد عن فانيسا، وتقاعد من كونه مرتزقًا مقنعًا ديدبول، ويعمل كبائع سيارات مستعملة مع صديقه وعضو إكس فورس السابق بيتر ويزدوم.
أثناء حفل عيد ميلاد ويد، ألقت هيئة تباين الوقت القبض عليه وأخذته إلى السيد بارادوكس، الذي أوضح أنهم منظمة خارج الزمن تراقب الخط الزمني المقدس والكون المتعدد الأوسع، وعرضت على ويد مستقبلًا على الأرض-616. يقبل وايد في البداية، ولكن عندما يكشف بارادوكس أن خط الزمن الخاص بوايد يتدهور نتيجة لموت "كائن المرساة" المستقر، لوغان، وأنه يخطط لاستخدام جهاز "ممزق الوقت" لتسريع هذه العملية، يسرق وايد لوحة التوقيت الخاصة به ويستخدمها للسفر إلى قبر لوغان، على أمل إحيائه وإنقاذ الخط الزمني. عندما يفشل هذا، يسافر وايد عبر الأكوان المتعددة بحثًا عن "متغير" بديل للوغان في الكون البديل.
يعود وايد إلى TVA بمتغير لوغان ولكن بارادوكس يخبره أنه لا يمكن استبدال كائن المرساة، وأن هذا المتغير يعتبر "أسوأ ولفيرين" في الكون المتعدد. عندما يستنتج وايد أن بارادوكس يتصرف دون علم رؤسائه، يرسل بارادوكس وايد ولوغان إلى الفراغ. يوافق لوغان على العمل مع وايد عندما يدعي أن TVA يمكنها تغيير خطه الزمني. يتم القبض على وايد ولوغان إلى جانب جوني ستورم ونقلهما إلى كاساندرا نوفا، الأخت التوأم القوية والسادية لزعيم إكس مان تشارلز زافيير. تقتل كاساندرا، التي عقدت صفقة مع هيئة وادي تينيسي للإشراف على الفراغ، جوني وتترك وايد ولوغان ليأكلهما أليوث، لكن الثنائي يتمكن من الفرار.
يلتقي لوغان وويد بنوع من ديدبول يسمى "نايسبول" الذي يوجههما نحو مجموعة مقاومة كانت تقاتل كاساندرا. في الطريق، يعترف وايد عن طريق الخطأ بأنه غير متأكد من قدرة هيئة وادي تينيسي على إصلاح الجدول الزمني لوغان، ويقاتل الثنائي حتى يفقد كلاهما الوعي. يتم العثور عليهما من قبل مجموعة المقاومة، المكونة من لورا وإلكترا وبليد وجامبيت. يقترح وايد تحالفًا لمحاربة كاساندرا، وتقنع لورا لوغان، المنزعج من تردده الذي أدى إلى وفاة زملائه من إكس مان، بالانضمام إلى القضية. يشتت أفراد المقاومة انتباه أتباع كاساندرا بينما يمنع ويد ولوغان قواها بوضع خوذة جاغرناوت على رأسها. تتعرض كاساندرا للخيانة من قبل تابعها بايرو نيابة عن بارادوكس، وتكاد تموت حتى يقنع لوغان ويد بإزالة الخوذة. تعالج كاساندرا نفسها وتستخدم حلقة مقلاع لفتح بوابة إلى الأرض 10005، والتي يقفز من خلالها لوغان وويد.
تعرف كاساندرا على بارادوكس تايم ريبر من بايرو، وتقتله، وتتبع لوغان وويد إلى الأرض 10005. هناك، تكشف عن خطتها لتدمير جميع الخطوط الزمنية، وترك الفراغ فقط. تستدعي كاساندرا جيشًا من متغيرات ديدبول، الذين يقتلون نايسبول ويقاتلون ويد ولوغان حتى يصل بيتر ويشتت انتباههم. يخبر بارادوكس ويد ولوغان أنه في حين أن أحدهما يمكن أن يدمر تايم ريبر عن طريق تعطيل تدفق قوته، فإن هذا من شأنه أن يقتلهما، حتى مع قواهما العلاجية. يدمر وايد ولوغان آلة الزمن معًا، مما يؤدي إلى مقتل كاساندرا في هذه العملية، ويتمكنان من البقاء على قيد الحياة من خلال تقاسم العبء. يتم القبض على بارادوكس من قبل هانتر بي-15 من TVA، الذي يهنئ وايد ولوغان ويقول إن أفعالهما أوقفت تدهور الأرض-10005. يطلب وايد من هانتر بي-15 إنقاذ مجموعة المقاومة من الفراغ وتغيير تاريخ عالم لوغان. تشرح أن الأخير غير ممكن لأن تاريخ لوغان هو ما أدى إلى كونه بطلاً الآن، وتسمح للوغان بالبقاء في عالم وايد. يدعو وايد لوغان لمقابلة أصدقائه، وبتشجيع من لوغان، يتصالح مع فانيسا.

## طاقم التمثيل
- رايان رينولدز في دور ويد ويلسون/ديدبول[4][5]
- هيو جاكمان في دور لوغان/وولفرين
- إيما كورين في دور كاساندرا نوفا
- مورينا باكارين في دور فانيسا كارلايل
- روب ديلاني في دور بيتر ويزدوم
- ليزلي أوجامز في دور الأعمى آل
- آرون ستانفورد في دور جون أليرديس/بايرو
- ماثيو ماكفادين في دور السيد بارادوكس

## روابط خارجية
- ديدبول وولفيرين على موقع IMDb (الإنجليزية)
- ديدبول وولفيرين على موقع ميتاكريتيك (الإنجليزية)
- ديدبول وولفيرين على موقع روتن توميتوز (الإنجليزية)
- ديدبول وولفيرين على موقع قاعدة بيانات الأفلام العربية
- ديدبول وولفيرين على موقع ألو سيني (الفرنسية)
- ديدبول وولفيرين على موقع أول موفي (الإنجليزية)
- ديدبول وولفيرين على موقع فيلمافينيتي (الإسبانية)
- ديدبول وولفيرين على موقع قاعدة بيانات الأفلام السويدية (السويدية)
- ديدبول وولفيرين على موقع قاعدة بيانات الفيلم (الإنجليزية)
- ديدبول وولفيرين على موقع ليتربوكسد (الإنجليزية)